# Morris Travers
Morris William Travers (24. januar 1872 – 25. august 1961) var en engelsk kemiker, som opdagede grundstofferne neon, krypton og xenon sammen med William Ramsay 1898-1900.